# Johannes Ingildsen
Johannes Ingildsen (* 1. Juli 1997 in Frederiksberg) ist ein dänischer Tennisspieler.

## Karriere
Ingildsen spielte zwischen 2011 und 2015 auf der ITF Junior Tour, wo er zwei Einzel- und fünf Doppeltitel der niedrigeren Kategorien gewann. In der Junioren-Rangliste erreichte er mit Platz 133 seine höchste Notierung. Er wurde 2015 dänischer Meister im Doppel; ein Jahr später gewann er den Titel auch im Einzel.
2016 begann er ein Studium an der University of Florida im Fach Sportmanagement, wo er auch College Tennis spielte. Er wurde zweimal zum All-American im Doppel gewählt und war Teil des Teams, das 2021 die NCAA Division I Tennis Championships gewann. Nach dem Abschluss des Bachelor schloss er bis Mitte 2021 auch ein Masterstudium im Fach International Business ab.
Nach seinem Studium fokussierte sich Ingildsen auf den Profitennis. Im Einzel erreichte er 2021 zwei Endspiele und gewann einen Titel auf der ITF Future Tour, wodurch er sich bis 2022 auf Platz 638 der Weltrangliste verbesserte, was sein Karrierehoch im Einzel war. Danach kam er bei keinem Turnier mehr über das Viertelfinale hinaus, sodass er seinen Fokus immer mehr auf das Doppel legte. 2021 gewann Ingildsen vier Futures, 2022 und 2023 je sechs Future-Titel. Ende 2022 schloss er bereits auf Platz 336 der Doppelwertung ab, 2023 nach seinem ersten guten Resultat auf der höher dotierten ATP Challenger Tour in Danderyd, wo er das Halbfinale erreicht hatte, auf Platz 296. 2024 spielte Ingildsen bis zu dessen Rücktritt vom Tennissport Mitte des Jahres mit dem Schweden Simon Freund. Sie gewannen zwei weitere Futures-Turniere und gingen dann erstmals regelmäßig bei Challengers an den Start. Zunächst schieden sie mehrfach schon früh aus, im April in Tallahassee gewann sie dann ihren ersten Challenger-Titel. Sie setzten sich unter anderem gegen das Top-100-Team aus William Blumberg und Luis David Martínez im Endspiel durch. Auch bei den folgenden zwei Turnieren in Savannah und Oeiras standen sie im Endspiel. Bei ihrem letzten gemeinsamen Turnier in Brașov erreichten sie das Viertelfinale, womit Ingildsen kurz vor dem Einzug in die Top 150 stand. Mit verschiedenen Partnern schaffte er in Tampere, Grodzisk Mazowiecki und Istanbul weitere Finalteilnahmen und steigerte damit sein Karrierehoch auf Rang 128.
Ingildsen spielt seit 2019 für die dänische Davis-Cup-Mannschaft. Seine Bilanz lautet 6:3.

## Erfolge
| Legende (Anzahl der Siege) |
| Grand Slam                 |
| ATP Finals                 |
| ATP Tour Masters 1000      |
| ATP Tour 500               |
| ATP Tour 250               |
| ATP Challenger Tour (1)    |

### Doppel

#### Turniersiege
| Nr. | Datum          | Turnier     | Belag | Partner      | Finalgegner                          | Ergebnis  |
| --- | -------------- | ----------- | ----- | ------------ | ------------------------------------ | --------- |
| 1.  | 20. April 2024 | Tallahassee | Sand  | Simon Freund | William Blumberg Luis David Martínez | 7:5, 7:64 |